# چورت، ساری
چورت (به انگلیسی: Churt) یک روستا و محله مدنی در بریتانیا است که در Waverley واقع شده‌است. چورت ۴٫۶۸ کیلومتر مربع مساحت و ۱٬۲۰۲ نفر جمعیت دارد.